# Tom Southam
Tom Southam (Penzance, 28 mei 1981) is een Brits voormalig wielrenner.
Southam werd in 2003 prof bij de Amore & Vita-ploeg, ook in 2004 kwam Southam voor deze ploeg uit. In 2005 vertrok hij naar Team Barloworld, waar hij eveneens 2 jaar bleef rijden. In 2007 kwam hij uit voor Drapac–Porsche Development Program, een Australische professionele continentale wielerploeg.